# Característica de Euler
Em matemática, e mais especificamente na topologia algébrica , a característica de Euler (ou característica de Euler–Poincaré) é um invariante topológico, um número que descreve a forma ou a estrutura de um espaço topológico independentemente da forma como ela é dobrada. Este invariante foi descoberto por Leonhard Euler e demonstrada em geral por Henri Poincaré e costuma ser denotado por {\displaystyle \chi } (a letra grega Chi).
A característica de Euler foi definida originalmente para poliedros, tendo sido utilizada para demonstrar vários teoremas sobre eles, incluindo a classificação dos sólidos platônicos. Leonhard Euler, matemático cujo nome é atribuído ao conceito, foi responsável por grande parte deste trabalho inicial. Na matemática moderna, a característica de Euler surge a partir da homologia e está relacionada a vários outros invariantes.

## Definição
A característica de Euler de um complexo simplicial {\displaystyle M\,} é dada por
{\displaystyle \chi (M)=n_{0}-n_{1}+n_{2}-n_{3}+\cdots }
onde {\displaystyle n_{k}\,} é o número de células de dimensão {\displaystyle k\,}.

## Característica de Euler de superfícies

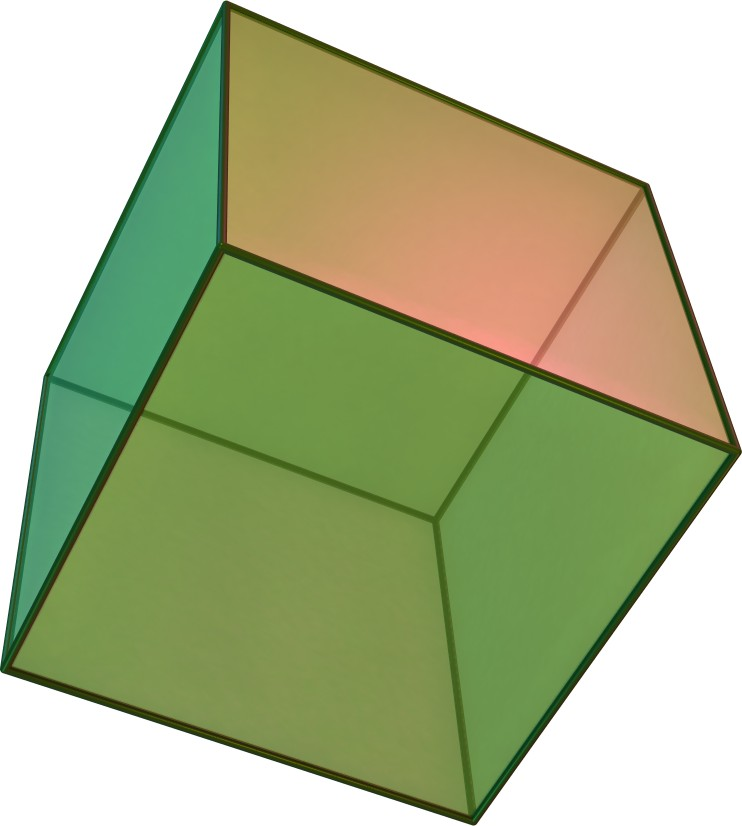
A característica de Euler de um cubo (topologicamente uma esfera) é 6-12+8=2.

A característica de Euler de uma superfície {\displaystyle S\,} é dada por {\displaystyle \chi (S)=V-A+F\,}, onde {\displaystyle V,A\,} e {\displaystyle F\,} são respectivamente o número de vértices, arestas e faces de uma triangulação de {\displaystyle S\,}. Em particular a característica de Euler:
- da esfera é {\displaystyle \chi (\mathbb {S} ^{2})=2}
- do plano projectivo é {\displaystyle \chi (\mathbb {P} ^{2})=1}
- do disco é {\displaystyle \chi (\mathbb {D} ^{2})=1}
- do toro é {\displaystyle \chi (\mathbb {S} ^{1}\times \mathbb {S} ^{1})=0}
- do anel é {\displaystyle \chi (\mathbb {S} ^{1}\times I)=0}
- da garrafa de Klein é {\displaystyle \chi (\mathbb {K} )=0}
- da fita de Möbius é {\displaystyle \chi (\mathbb {M} )=0}

e em geral {\displaystyle \chi (S)=2-2g\,}, onde {\displaystyle g\,} é o género de {\displaystyle S\,}, quando orientável e compacta.

### Exemplos de poliedros convexos
A fórmula de Euler para poliedros convexos é V + F = A + 2, e a característica de Euler generaliza esta expressão para qualquer número de dimensões e para polítopos que não são, topologicamente, equivalentes à esfera (ou hiperesfera).
| Name             | Image | Vértices V | Arestas A | Faces F | Característica de Euler: V − A + F |
| ---------------- | ----- | ---------- | --------- | ------- | ---------------------------------- |
| Tetraedro        |       | 4          | 6         | 4       | 2                                  |
| Hexaedro ou cubo |       | 8          | 12        | 6       | 2                                  |
| Octaedro         |       | 6          | 12        | 8       | 2                                  |
| Dodecaedro       |       | 20         | 30        | 12      | 2                                  |
| Icosaedro        |       | 12         | 30        | 20      | 2                                  |

## Característica de Euler de variedades de dimensão ímpar
Pela dualidade de Poincaré, a característica de Euler de uma variedade fechada e compacta de dimensão ímpar é nula.